# Евридика
 Тази статия е за нимфата от древногръцката митология.  За операта от Джакопо Пери вижте Евридика (опера).  
Евридика (на старогръцки: Εὐρυδίκη) е горската нимфа в древногръцката митология, съпруга на тракийския певец Орфей. В деня на сватбата им тя била ухапана от отровна змия и умряла. Мъжът й не се примирил със смъртта й, потърсил я в отвъдното и успял да трогне с тъжните си песни великия бог на Подземния свят Хадес. Той се съгласил да му върне Евридика, но при условие, че докато не напуснат владенията му, Орфей няма да я поглежда. Но музикантът не устоял на изкушенията и притесненията си и докато Евридика се придвижвала по стръмния и каменист път след него, той надзърнал да види дали е там и дали е добре. Изведнъж тя започнала да се отдалечава. Накрая останала само сянката ѝ, но скоро също изчезнала. Орфей се върнал в двореца на Аид, но колкото и да го молил да му позволи да опита повторно, той останал непреклонен. Орфей заплакал и плакал цели седем дни, но Евридика не се върнала никога.
В древногръцката митология, има още една Евридика, която е съпруга на царя на Аргос – Акрисий и майка на Даная.